# Cantón de Limogne-en-Quercy
El cantón de Limogne-en-Quercy era una división administrativa francesa, que estaba situada en el departamento de Lot y la región de Mediodía-Pirineos.

## Composición
El cantón estaba formado por doce comunas:
- Beauregard
- Calvignac
- Cénevières
- Concots
- Laramière
- Limogne-en-Quercy
- Lugagnac
- Promilhanes
- Saillac
- Saint-Martin-Labouval
- Varaire
- Vidaillac

## Supresión del cantón de Limogne-en-Quercy
En aplicación del Decreto n.º 2014-154 de 13 de febrero de 2014, el cantón de Limogne-en-Quercy fue suprimido el 22 de marzo de 2015 y sus 12 comunas pasaron a formar parte; nueve del nuevo cantón de Marcas del Sur-Quercy y tres del nuevo cantón de Meseta y Valles.